# ¿Quién paga la cuenta?
¿Quién paga la cuenta? es una película hondureña de comedia y drama dirigida por Benjamín López. La película se estrenó en su país de origen, Honduras, el 25 de enero de 2013. Fue todo un éxito en Centroamérica, siendo vista por más de 107,000 espectadores para finales del 2013, convirtiéndose en una de las más taquilleras de la región para ese entonces.

## Trama
Un mundo donde todos quieren tener todo y en donde a unos les gusta gastar y a otros ahorrar, presos por las deudas, Dora, Saúl y Salvador demostrarán hasta que punto están comprometidos a pagar sus obligaciones.

## Producción
- Sandra Ochoa.[2]
- Jorge Flores
- Oscar Izacas
- Anuar Vindel
- Nelyi Larice
- Maritza Perdomo
- Ronald Maradiaga